# Junjō U-19
„Junjō U-19” (jap. 純情 U-19) – trzeci singel japońskiego zespołu NMB48, wydany w Japonii 8 lutego 2012 roku przez laugh out loud records.
Singel został wydany w czterech edycjach: trzech regularnych (Type A, Type B, Type C) oraz „teatralnej” (CD). Osiągnął 1 pozycję w rankingu Oricon i pozostał na liście przez 17 tygodni, sprzedał się w nakładzie 376 563 egzemplarzy. Singel zdobył status platynowej płyty.

## Lista utworów
Wszystkie utwory zostały napisane przez Yasushiego Akimoto.

### Type A
| CD  |                                                                                                 |                                                                                                 |                                                                                                 |      |
| Nr  | Tytuł                                                                                           | Kompozycja                                                                                      | Aranżacja                                                                                       | Czas |
| 1.  | „Junjō U-19” (jap. 純情 U-19)                                                                   | Takahiro Tsuji                                                                                  | Seiji Mutō                                                                                      | 3:47 |
| 2.  | „Baatari GO!” (jap. 場当たりGO!) (wyk. Under Girls)                                             | Yūsuke Yamada                                                                                   | Yūichi "Masa" Nonaka                                                                            | 3:55 |
| 3.  | „Doryoku no shizuku” (jap. 努力の雫) (wyk. Shirogumi)                                           | Yūichi Haegashi                                                                                 | Yūichi Haegashi                                                                                 | 3:26 |
| 4.  | „Junjō U-19” (jap. 純情 U-19) (off vocal ver.)                                                  | Takahiro Tsuji                                                                                  | Seiji Mutō                                                                                      | 3:47 |
| 5.  | „Baatari GO!” (jap. 場当たりGO!) (off vocal ver.)                                               | Yūsuke Yamada                                                                                   | Yūichi "Masa" Nonaka                                                                            | 3:55 |
| 6.  | „Doryoku no shizuku” (jap. 努力の雫) (off vocal ver.)                                           | Yūichi Haegashi                                                                                 | Yūichi Haegashi                                                                                 | 3:26 |
| DVD |                                                                                                 |                                                                                                 |                                                                                                 |      |
| Nr  | Tytuł                                                                                           | Tytuł                                                                                           | Tytuł                                                                                           | Czas |
| 1.  | „Junjō U-19” (jap. 純情 U-19) (Music Video)                                                     | „Junjō U-19” (jap. 純情 U-19) (Music Video)                                                     | „Junjō U-19” (jap. 純情 U-19) (Music Video)                                                     |      |
| 2.  | „Doryoku no shizuku” (jap. 努力の雫) (Music Video)                                              | „Doryoku no shizuku” (jap. 努力の雫) (Music Video)                                              | „Doryoku no shizuku” (jap. 努力の雫) (Music Video)                                              |      |
| 3.  | „Junjō U-19” (jap. 純情 U-19) (Dance Shot ver.)                                                 | „Junjō U-19” (jap. 純情 U-19) (Dance Shot ver.)                                                 | „Junjō U-19” (jap. 純情 U-19) (Dance Shot ver.)                                                 |      |
| 4.  | „Dai 1-kai NMB48 kōhaku taikō ryōri taiketsu (yosen)” (jap. 第1回NMB48紅白対抗料理対決（予選）) | „Dai 1-kai NMB48 kōhaku taikō ryōri taiketsu (yosen)” (jap. 第1回NMB48紅白対抗料理対決（予選）) | „Dai 1-kai NMB48 kōhaku taikō ryōri taiketsu (yosen)” (jap. 第1回NMB48紅白対抗料理対決（予選）) |      |

### Type B
| CD  |                                                                                                  |                                                                                                  |                                                                                                  |      |
| Nr  | Tytuł                                                                                            | Kompozycja                                                                                       | Aranżacja                                                                                        | Czas |
| 1.  | „Junjō U-19” (jap. 純情 U-19)                                                                    | Takahiro Tsuji                                                                                   | Seiji Mutō                                                                                       | 3:47 |
| 2.  | „Baatari GO!” (jap. 場当たりGO!) (wyk. Under Girls)                                              | Yūsuke Yamada                                                                                    | Yūichi "Masa" Nonaka                                                                             | 3:55 |
| 3.  | „Migi e magare!” (jap. 右へ曲がれ!) (wyk. Akagumi)                                               | Yasunobu Mogi                                                                                    | Ikuta Machine                                                                                    | 3:29 |
| 4.  | „Junjō U-19” (jap. 純情 U-19) (off vocal ver.)                                                   | Takahiro Tsuji                                                                                   | Seiji Mutō                                                                                       | 3:47 |
| 5.  | „Baatari GO!” (jap. 場当たりGO!) (off vocal ver.)                                                | Yūsuke Yamada                                                                                    | Yūichi "Masa" Nonaka                                                                             | 3:55 |
| 6.  | „Migi e magare!” (jap. 右へ曲がれ!) (off vocal ver.)                                             | Yasunobu Mogi                                                                                    | Ikuta Machine                                                                                    | 3:29 |
| DVD |                                                                                                  |                                                                                                  |                                                                                                  |      |
| Nr  | Tytuł                                                                                            | Tytuł                                                                                            | Tytuł                                                                                            | Czas |
| 1.  | „Junjō U-19” (jap. 純情 U-19) (Music Video)                                                      | „Junjō U-19” (jap. 純情 U-19) (Music Video)                                                      | „Junjō U-19” (jap. 純情 U-19) (Music Video)                                                      |      |
| 2.  | „Migi e magare!” (jap. 右へ曲がれ!) (Music Video)                                                | „Migi e magare!” (jap. 右へ曲がれ!) (Music Video)                                                | „Migi e magare!” (jap. 右へ曲がれ!) (Music Video)                                                |      |
| 3.  | „Junjō U-19” (jap. 純情 U-19) (Dance Shot ver.)                                                  | „Junjō U-19” (jap. 純情 U-19) (Dance Shot ver.)                                                  | „Junjō U-19” (jap. 純情 U-19) (Dance Shot ver.)                                                  |      |
| 4.  | „Dai 1-kai NMB48 kōhaku taikō ryōri taiketsu (kesshō)” (jap. 第1回NMB48紅白対抗料理対決（決勝）) | „Dai 1-kai NMB48 kōhaku taikō ryōri taiketsu (kesshō)” (jap. 第1回NMB48紅白対抗料理対決（決勝）) | „Dai 1-kai NMB48 kōhaku taikō ryōri taiketsu (kesshō)” (jap. 第1回NMB48紅白対抗料理対決（決勝）) |      |

### Type C
| CD  |                                                                               |                                                                               |                                                                               |      |
| Nr  | Tytuł                                                                         | Kompozycja                                                                    | Aranżacja                                                                     | Czas |
| 1.  | „Junjō U-19” (jap. 純情 U-19)                                                 | Takahiro Tsuji                                                                | Seiji Mutō                                                                    | 3:47 |
| 2.  | „Baatari GO!” (jap. 場当たりGO!) (wyk. Under Girls)                           | Yūsuke Yamada                                                                 | Yūichi "Masa" Nonaka                                                          | 3:55 |
| 3.  | „Ren'ai no Speed” (jap. 恋愛のスピード) (wyk. Akagumi)                        | Akishi Kosai                                                                  | Yūichi "Masa" Nonaka                                                          | 4:18 |
| 4.  | „Junjō U-19” (jap. 純情 U-19) (off vocal ver.)                                | Takahiro Tsuji                                                                | Seiji Mutō                                                                    | 3:47 |
| 5.  | „Baatari GO!” (jap. 場当たりGO!) (off vocal ver.)                             | Yūsuke Yamada                                                                 | Yūichi "Masa" Nonaka                                                          | 3:55 |
| 6.  | „Ren'ai no Speed” (jap. 恋愛のスピード) (off vocal ver.)                      | Akishi Kosai                                                                  | Yūichi "Masa" Nonaka                                                          | 4:18 |
| DVD |                                                                               |                                                                               |                                                                               |      |
| Nr  | Tytuł                                                                         | Tytuł                                                                         | Tytuł                                                                         | Czas |
| 1.  | „Junjō U-19” (jap. 純情 U-19) (Music Video)                                   | „Junjō U-19” (jap. 純情 U-19) (Music Video)                                   | „Junjō U-19” (jap. 純情 U-19) (Music Video)                                   |      |
| 2.  | „Junjō U-19” (jap. 純情 U-19) (Dance Shot ver.)                               | „Junjō U-19” (jap. 純情 U-19) (Dance Shot ver.)                               | „Junjō U-19” (jap. 純情 U-19) (Dance Shot ver.)                               |      |
| 3.  | „NMB 48 feat. Yoshimoto Shinkigeki Vol. 2” (jap. NMB48 feat.吉本新喜劇 Vol.2) | „NMB 48 feat. Yoshimoto Shinkigeki Vol. 2” (jap. NMB48 feat.吉本新喜劇 Vol.2) | „NMB 48 feat. Yoshimoto Shinkigeki Vol. 2” (jap. NMB48 feat.吉本新喜劇 Vol.2) |      |
| 4.  | „Junjō U-19 Making” (jap. 純情U-19メイキング)                                 | „Junjō U-19 Making” (jap. 純情U-19メイキング)                                 | „Junjō U-19 Making” (jap. 純情U-19メイキング)                                 |      |

### Wer. teatralna
| CD |                                                           |                 |                 |      |
| Nr | Tytuł                                                     | Kompozycja      | Aranżacja       | Czas |
| 1. | „Junjō U-19” (jap. 純情 U-19)                             | Takahiro Tsuji  | Seiji Mutō      | 3:47 |
| 2. | „Doryoku no shizuku” (jap. 努力の雫) (wyk. Shirogumi)     | Yūichi Haegashi | Yūichi Haegashi | 3:26 |
| 3. | „Migi e magare!” (jap. 右へ曲がれ!) (wyk. Akagumi)        | Yasunobu Mogi   | Ikuta Machine   | 3:29 |
| 4. | „Jungle Gym” (jap. ジャングルジム) (wyk. Sayaka Yamamoto) | Yasuo Sakai     | Keiji Tanabe    | 5:10 |
| 5. | „Junjō U-19” (jap. 純情 U-19) (off vocal ver.)            | Takahiro Tsuji  | Seiji Mutō      | 3:47 |
| 6. | „Doryoku no shizuku” (jap. 努力の雫) (off vocal ver.)     | Yūichi Haegashi | Yūichi Haegashi | 3:26 |
| 7. | „Migi e magare!” (jap. 右へ曲がれ!) (off vocal ver.)      | Yasunobu Mogi   | Ikuta Machine   | 3:29 |
| 8. | „Jungle Gym” (jap. ジャングルジム) (off vocal ver.)       | Yasuo Sakai     | Keiji Tanabe    | 5:10 |

## Skład zespołu
| „Junjō U-19” |
| --- |
| - Team N: Mayu Ogasawara, Kanako Kadowaki, Rika Kishino, Haruna Kinoshita, Riho Kotani, Rina Kondō, Kei Jōnishi, Miru Shiroma, Aina Fukumoto, Nana Yamada, Sayaka Yamamoto (środek), Miyuki Watanabe - Team M: Momoka Kinoshita, Eriko Jō, Fūko Yagura, Keira Yogi |

| „Baatari GO!” |
| --- |
| - Team N: Kanna Shinohara (środek), Yūki Yamaguchi (środek) - Team M: Riona Ōta, Rena Kawakami, Yūka Kodakari, Yui Takano, Airi Tanigawa, Hiromi Nakagawa, Runa Fujita, Mao Mita, Ayaka Murakami, Sae Murase, Natsumi Yamagishi - Kenkyūsei: Yuki Azuma, Yūmi Ishida, Mizuki Uno, Risako Okada, Ayaka Okita, Narumi Koga, Arisa Koyanagi, Sorai Satō, Hiromi Nakagawa, Rurina Nishizawa, Momoka Hayashi, Mizuki Hara, Hitomi Yamamoto |

| „Doryoku no shizuku” |
| --- |
| - Team N: Mayu Ogasawara, Kanako Kadowaki, Rika Kishino, Haruna Kinoshita, Kanna Shinohara, Nana Yamada, Sayaka Yamamoto (środek) - Team M: Yūka Kodakari, Eriko Jō, Natsumi Yamagishi, Keira Yogi - Kenkyūsei: Ayaka Okita |

| „Migi e magare!” |
| --- |
| - Team N: Riho Kotani, Rina Kondō, Kei Jōnishi, Miru Shiroma, Aina Fukumoto, Yūki Yamaguchi, Miyuki Watanabe (środek) - Team M: Kinoshita Momoka, Tanigawa Airi, Ayame Hikawa, Ayaka Murakami, Fūko Yagura |

| „Ren'ai no Speed” |
| --- |
| - Team N: Mayu Ogasawara, Kei Jōnishi, Aina Fukumoto, Nana Yamada, Sayaka Yamamoto (środek), Miyuki Watanabe - Team M: Eriko Jō |

## Notowania
| Lista                             | Pozycja |
| --------------------------------- | ------- |
| Oricon Weekly Singles Chart       | 1       |
| Oricon Yearly Singles Chart       | 14      |
| Billboard Japan Hot 100           | 1       |
| Billboard Japan Top Singles Sales | 1       |